# Wilanówka
Wilanówka – rzeka przepływająca przez gminę Konstancin-Jeziorna oraz Warszawę, lewostronny dopływ Wisły.

## Położenie i charakterystyka
Wilanówka do lat 50. XX w. była dolnym odcinkiem rzeki Jeziorki, kiedy to postanowiono o sztucznym skróceniu jej biegu w rejonie Obórek (Jeziorka została skierowana bezpośrednio do Wisły). Obecnie Wilanówka jest w istocie zanikającym i zarastającym ciekiem wodnym. Niski stan wody w Wilanówce spowodował jej odcięcie od Stawu Zawadowskiego w Wilanowie i ma negatywny wpływ na poziom wód gruntowych rezerwatu łęgowego Morysin, który opływa od wschodu. Ciek nie ma naturalnego, bezpośredniego połączenia z Wisłą – w rejonie jej ujścia wybudowano kanały i urządzenia doprowadzające i odprowadzające wodę z Wisły do warszawskiej Elektrociepłowni Siekierki. Ciek przepływa przez gminę Konstancin-Jeziorna oraz stołeczne dzielnice Wilanów i Mokotów.
Według Państwowego Rejestru Nazw Geograficznych (PRNG) nazwa Wilanówka obejmuje obecnie część cieku wodnego zaczynającą się od syfonu pod Jeziorką. Do syfonu ciek ten nosi nazwę Kanał Habdziński. Jego wody zasilają Wilanówkę. Za miejsce ujścia Wilanówki uważany jest brzeg Wisły.
Długość rzeki wynosi 16,5 km, w tym 9,961 km na terenie Warszawy. Według innego źródła długość to 14 km, w tym około 9,5 km w granicach stolicy. Szerokość cieku to między 4 a 8 m, głębokość 0,5–1,5 m, nachylenie skarp 1:2, a spadek dna wynosi 0,1‰. Szerokość cieku zwiększa się znacznie po połączeniu z wodami Kanału Sobieskiego. Powierzchnia zlewni rzeki to 142 km².
Największym dopływem Wilanówki jest Potok Służewiecki (poniżej Jeziora Wilanowskiego nazywany Kanałem Sobieskiego). Innym dopływem jest rów Latoszka.
Pozostałościami dawnego koryta Wilanówki są:
- Łacha Siekierkowska, zalądowana, w rejonie dawnego ujścia Wilanówki istniejącego jeszcze na początku XX wieku[1][6]. Część autorów uważa, że przed rozpoczęciem pod koniec XIX wieku regulacji mającej roztokowy charakter Wisły nie była ona końcowym odcinkiem Wilanówki, ale lewą, mniej aktywną odnogą Wisły, do której uchodziła Wilanówka[7][a].
- zakole Wilanówki („Stara Wisła”) w rejonie Lisów o promieniu ok. 1 km[8]. Nazwą Stara Wisła określa się również znajdującą się po drugiej stronie Wisły łachę odcinającą od brzegu rzeki Kępę Wieloryb[1].

Rzeka płynie w opuszczonym zakolu Wisły, przy jego krawędzi.

## Galeria

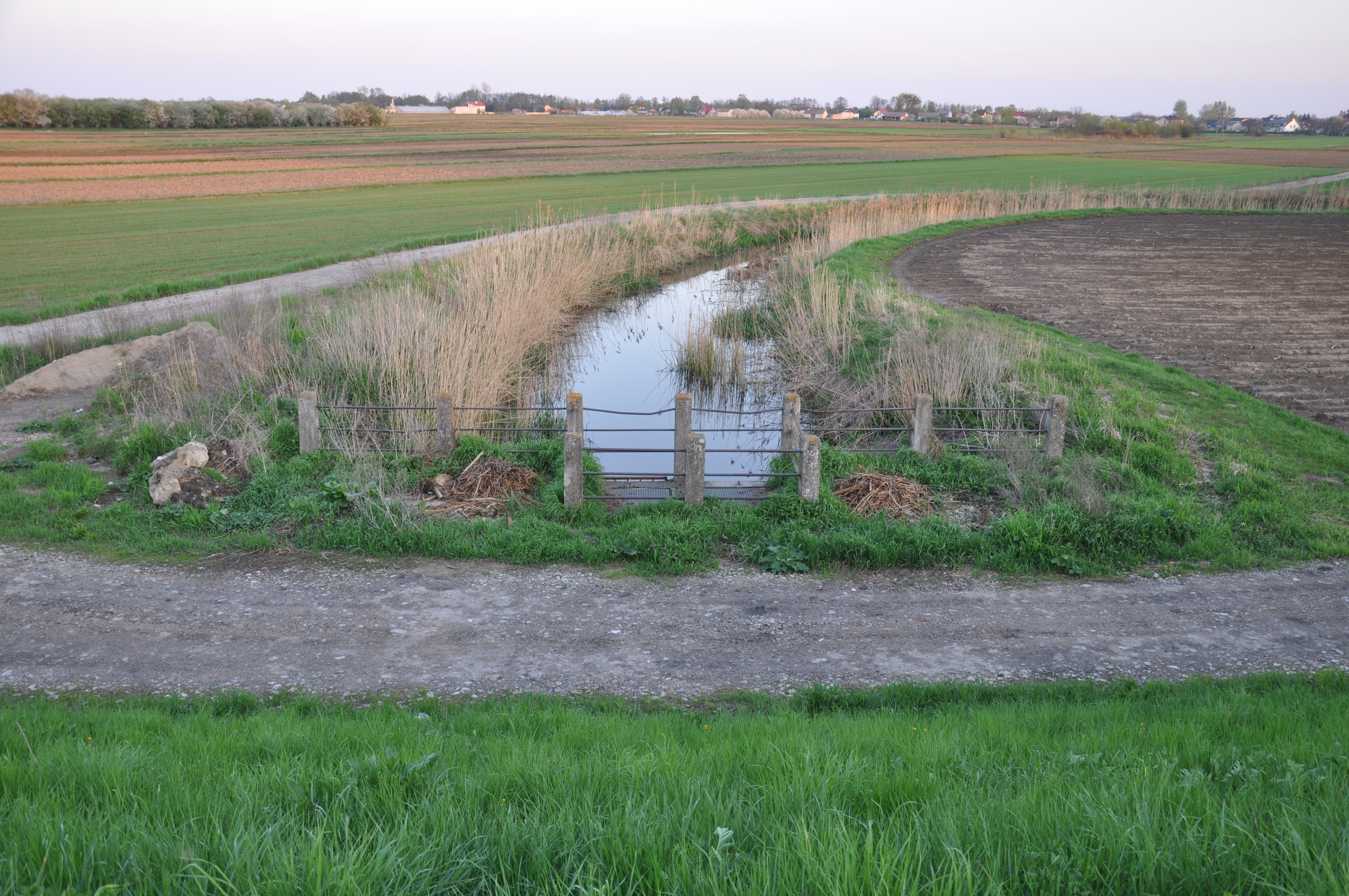
Rzeka Jeziorka przepływa górą, a Wilanówka syfonem pod jej dnem
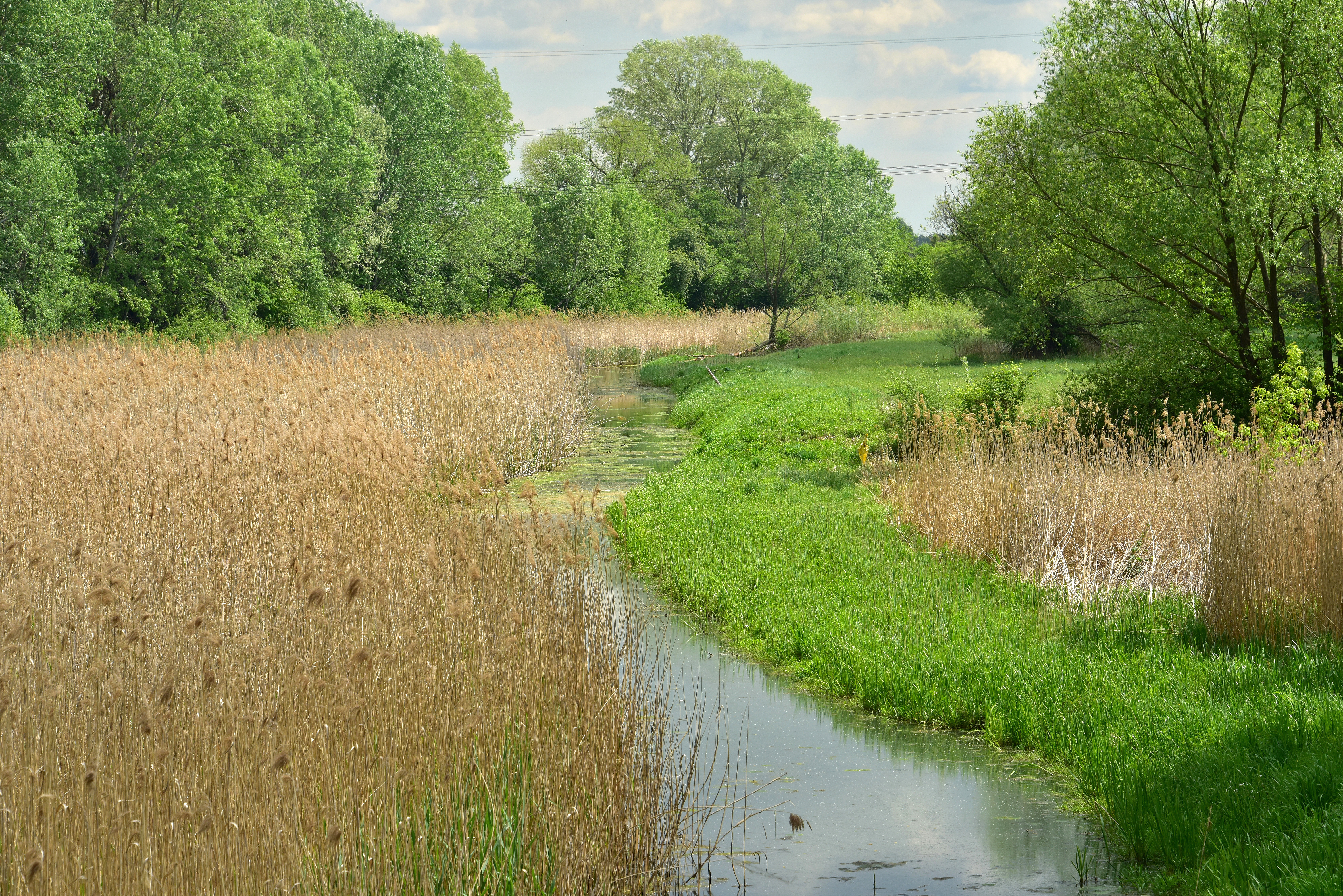
Wilanówka, widok z mostu na ulicy Vogla w Warszawie
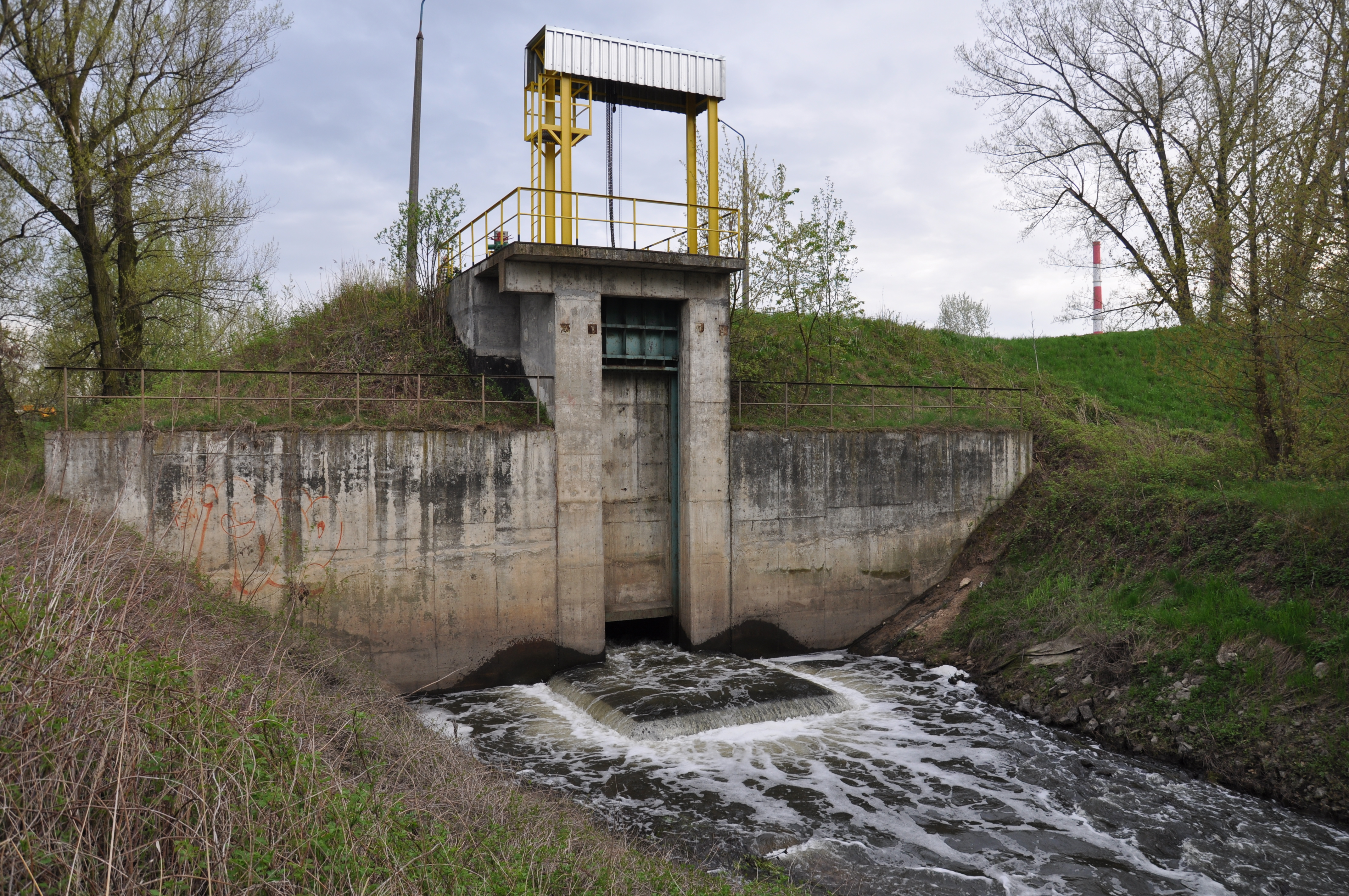
Miejsce w pobliżu ujścia Wilanówki, w którym jest ona przepompowywana pod wałem wiślanym